# Rue Adolphe Keller
La rue Adolphe Keller est une rue bruxelloise de la commune d'Auderghem dans le quartier de la Chasse Royale qui relie  la chaussée de Wavre à l'avenue Charles Brassine sur une longueur de 70 mètres.

## Historique et description
En mars 1933, la propriété de l'ancien bourgmestre Charles Madoux fut lotie. On permit d'y aménager une nouvelle rue, qui fut achevée un an plus tard. 
La veuve de Madoux souhaitait que cette nouvelle voie porte le nom de son mari. Vu que ce nom avait déjà été donné à une autre rue de la commune, cette requête ne put être prise en compte. 
Le 14 septembre 1934, le nom de Keller avait déjà été utilisé pour la rue Pierre Schoonejans, avant d'être retiré devant la vindicte populaire. Le 28 septembre 1934, le collège baptisa donc cette voie du nom de l'artiste-peintre Adolphe Keller.
- Premier permis de bâtir délivré le 28 juin 1935 pour le n° 3.

## Situation et accès
| ___ | Ce site est desservi par la station de métro : Hankar. |